# 保拉·卡妮雅
保拉·卡妮雅（英語：Paula Kania，1992年11月6日—）是波蘭职业网球女运动员，2008年轉職業。她的WTA生涯最高單打排名為第128（2015年6月15日）。她曾参加2016年夏季奥林匹克运动会，结果在双打第一轮被淘汰。